# 中尾良平
中尾 良平（なかお りょうへい、1980年7月24日 - ）は、日本の男性声優、ナレーター。兵庫県尼崎市出身。青二プロダクション所属。

## 人物
青二塾大阪校18期卒業。
方言は関西弁。声優としては、多数のアニメ、ドラマ、ゲーム、洋画に出演しており、ナレーターも務めている。
趣味は読書、ゲーム。

## 出演

### テレビアニメ
2002年
- 釣りバカ日誌（2002年 - 2003年、鈴木〈社員〉、福引係、運転手、社員、店主 他）
- ONE PIECE（海兵B、町の人、シャンディア、神兵A、フランキー一家、シュウ大佐、インヘル 他）

2003年
- エアマスター（男、門下生、店員、黒正義、運転手、男A）
- 君が望む永遠（社員、男A）
- GetBackers-奪還屋-（サル軍団）
- ソニックX（アナウンサー）
- D.C. 〜ダ・カーポ〜（生徒）
- D・N・ANGEL（男子生徒A）
- ボボボーボ・ボーボボ（若小夫、後藤さん、シェフA、R-252、絶望君〈初代〉他）

2004年
- エリア88（パイロット）
- 下級生2 〜瞳の中の少女たち〜（吉田、若者）
- サムライガン
- DearS（おじさん、男客、お肉屋さん、観光客、男子生徒）
- B-伝説! バトルビーダマン（船員C）
- BECK（亀島、兵藤のとりまき、担任 他）
- 名探偵コナン（村人、高校生）
- 冒険王ビィト（里人、ドローマン、ヒルニア、罪人たいまつ、村人 他）

2005年
- おでんくん（たこさん、スグル）
- いちご100%（客）
- ガイキング LEGEND OF DAIKU-MARYU（機関士）
- Xenosaga THE ANIMATION（トガシ、テスタメント、ケビン、係員）
- B-伝説! バトルビーダマン 炎魂（男C、アナウンサー、保安部隊A）
- 無口なウサギ（男性全て）

2006年
- 怪 〜ayakashi〜 天守物語（家臣）
- 銀魂（飛脚）
- 出ましたっ!パワパフガールズZ（イケメンお天気キャスター）
- ときめきメモリアル Only Love（桜井晴）
- 祝!(ハピ☆ラキ)ビックリマン（お守り）

2007年
- ゲゲゲの鬼太郎（第5作）（綾の父、審査員、男性、ウェイター）
- はたらキッズ マイハム組（2007年 - 2008年、ゆずの夫、ゴン）
- パンプキン・シザーズ（メッツ）
- モノノ怪 「化猫」（職員、猫、化猫）
- レ・ミゼラブル 少女コゼット（警察官、御者）

2009年
- こんにちは アン 〜Before Green Gables（馬車の男）

2012年
- 戦国コレクション（有田）
- ちびまる子ちゃん（老人 他）

2014年
- みんな集まれ!ファルコム学園（ケビン）
- ONE PIECE “3D2Y” エースの死を越えて! ルフィ仲間との誓い（海兵）

2015年
- それが声優!（ゲーム収録ディレクター）
- ONE PIECE エピソードオブサボ 〜3兄弟の絆 奇跡の再会と受け継がれる意志〜（インヘル）

### 劇場アニメ
- ONE PIECE THE MOVIE デッドエンドの冒険（2003年、電伝虫）
- 永遠の法（2006年）
- ONE PIECE THE MOVIE カラクリ城のメカ巨兵（2006年、村人）
- ONE PIECE THE MOVIE エピソードオブチョッパー+ 冬に咲く、奇跡の桜（2008年）
- 豪華3本立て!トミカ・プラレール映画まつり（2013年、青井祐二 / スーパーレールカイザー、ユウキ、キボウ）

### OVA
- 学園都市 ヴァラノワール（2002年、第13校長先生）
- サクラ大戦 神崎すみれ 引退記念 す・み・れ（2002年、観客）
- 機動新撰組 萌えよ剣（2003年、町人、お偉いさんB）
- サクラ大戦 ル・ヌーヴォー・巴里（2004年、観客たち）
- HUNTER×HUNTER G・I Final（2004年、バリー）
- 土方歳三 白の軌跡（2004年、新選組隊士A）
- Re:キューティーハニー（2004年、三上刑事[8]）
- いちご100% オリジナルDVD（2005年、会員5号）
- イリヤの空、UFOの夏（2005年、織田）
- GUNDAM EVOLVE../11 RB-79 BALL（2005年、通信音声）

### ゲーム
2003年
- カルディナルアーク 〜混沌の封札〜（アース）

2004年
- 決戦III（ペドロ、馬場信房、内藤昌豊）
- 好きなものは好きだからしょうがない!! -FIRST LIMIT&TARGET†NIGHTS- Sukisyo! Episode #01+#02
- 好きなものは好きだからしょうがない!! -RAIN- Sukisyo! Episode #03
- ラクガキ王国2 魔王城の戦い（テレピン、大臣、兵士）
- LoveSongs♪ADV 双葉理保19歳 〜冬〜（響健太郎）

2005年
- 餓狼伝 Breakblow（久保涼二、藤巻十三、キックボクサー）
- 真・三國無双シリーズ（関平、丁奉） - 16作品
- テイルズ オブ レジェンディア
- 牧場物語 しあわせの詩
- ボボボーボ・ボーボボ 脱出!!ハジケ・ロワイヤル（パッチボボ）

2006年
- 英雄伝説 空の軌跡SC（ケビン・グラハム）
- SIMPLE2000シリーズ Vol.100 THE 男たちの機銃砲座（フレスヴェルク・ヴァーリー）
- SIMPLE2000シリーズ Vol.107 THE 炎の格闘番長（番長、疾風のシュータロー）
- 天外魔境 ZIRIA〜遥かなるジパング〜
- ときめきメモリアルONLINE（桜井晴）
- メガミの笑壺（巻村千歳）
- Riviera 〜約束の地リヴィエラ〜（クロード、イシュエル）

2007年
- 英雄伝説 空の軌跡 the 3rd（ケビン・グラハム）
- 餓狼伝 Breakblow Fist or Twist（久保涼二、藤巻十三、ブンカート）
- ドラゴンボールZ スパーキング! メテオ（キノコアナウンサー）
- VitaminX（山田半次郎）
- 無双OROCHI（関平）
- Wonderland ONLINE（モア）

2008年
- 風のクロノア door to phantomile（フォーロックのゴンドラの番人、神官ソ・レール）※Wii版
- 戦場のヴァルキュリア
- 無双OROCHI 魔王再臨（関平）
- 龍が如く 見参!
- ルーンファクトリー2（マックス・レムナンド・ヴィヴィアージュ、ジェイク、エンドール）

2009年
- 無双OROCHI Z（関平）
- 龍が如く3

2011年
- TROY無双（スカマンドロス）
- 無双OROCHI 2（関平、丁奉）

2012年
- 三國志12
- 真・北斗無双（カーネル）
- VitaminX Detective B6（山田半次郎）
- オール仮面ライダー ライダージェネレーション2（ゴウラ）

2013年
- 討鬼伝（速鳥）

2014年
- 討鬼伝 極（速鳥）
- 龍が如く 維新!

2015年
- 龍が如く0 誓いの場所（ビリケン）

2016年
- テイルズオブベルセリア

2018年
- 無双OROCHI 3（関平、丁奉）

2020年
- 真・北斗無双 アプリ版（カーネル）

2023年
- 龍が如く7外伝 名を消した男

### ドラマCD
- ドラマCD EREMENTAR GERAD（フリゴ）
- 金色のコルダ2〜熱風ウィング〜（長柄芹一）
- ドラマCD 純愛特攻隊長! 1（広田智巳）
- ドラマCD ときめきメモリアル Only Love「ときめきの雪」（桜井晴）
- こころのとびら（ゲーム ときめきメモリアルONLINE EDテーマ）
- Thank you（ゲーム ときめきメモリアルONLINE（for girls）EDテーマ）
- ミニアルバム「3000」

### 吹き替え

#### ドラマ
- シックス・フィート・アンダー（2005年、ガブリエル〈エリック・バルフォー〉）

#### アニメ
- ティーン・タイタンズ（スパイク）

### 特撮
- ウルトラマンボーイのウルころ（2003年、ウルトラマンティガの声）

### テレビ番組
- ウラ関根TV（ナレーション）
- 桜塚ヤンキース（ナレーション）
- 情報ライブ ミヤネ屋（特集でのナレーション）
- とくダネ！ 得もり（ナレーション）
- How to モンキーベイビー!（ナレーション）
- やぐちひとり（ナレーション）
- 北京オリンピック2008〈日本テレビ〉（2008年8月21日：ナレーション）
- 鬼のワラ塾（2008年10月19日：第3回「無茶ぶりナレーション修行」）
- どうぶつ奇想天外!（2008年11月9日：ナレーション）
- 歴史冒険ミステリー 世界のピラミッド徹底解剖!!人類史上最大の謎を解けSP!（2009年1月2日：ナレーション）
- 世界を変える100人の日本人! JAPAN☆ALLSTARS（ボイスオーバー）
- ポカポカ地球家族（ボイスオーバー）
- すぽると!（2011年4月 - 2012年3月：生ナレーション）
- スポーツドミンゴ（2011年4月 - 2012年3月：ナレーション）
- ウーマン・オン・ザ・プラネット（2012年10月 - 2013年9月：ナレーション）
- 〜おねだりエンタメ!〜はぴ★ぷれ（2013年10月 - 2014年9月：ナレーション）
- アカデミーナイト（2013年10月 - ：ナレーション）
- 本棚食堂（2014年8月18日・26日：ナレーション）
- 明日言いたくなる話（2015年10月 - 2016年9月 ：ナレーション)
- Live News it!（特報コーナーナレーション）

### ラジオ
- 井上喜久子のキャラメルハイツ（コーナーナレーション）
- 笠原留美の今夜もお気楽（アシスタント）
- インターネットラジオときめきメモリアルONLINE♪放送部（パーソナリティ）
- 青山二丁目劇場
- 花の慶次 ラジオドラマ（直江兼続）

### 舞台
- キャラメルポリス！アカデミーぷちっミュージカル〜未来からきたポリス〜（2004年11月 駐在さん役）
- akatsuki project「どきどきスタッカート♪」（2005年8月27日 - 28日）

### CM
- トミカハイパーグリーンレンジャー（ナレーション）

### ナレーション
- 情報プレゼンター とくダネ!内 得もり（コーナー生ナレーション）
- やぐちひとり
- 裏関根TV

### その他コンテンツ
- トミカハイパーチーム レスキュー＆ポリス GO!（ユウキ）
- トミカプラレールビデオ（ユウキ、ハイパーグリーンレンジャーナレーション）